# Muhsin Abd al-Hamid
Muhsin Abd al-Hamid (arab. ‏محسن عبد الحميد‎; ur. 1937 w Kirkuku) – iracki polityk pochodzenia kurdyjskiego, uczony sunnicki, Przewodniczący Tymczasowej Rady Zarządzającej Iraku w lutym 2004 roku.

## Życiorys
Urodził się w rodzinie kurdyjskiej. Studiował prawo islamskie w Kairze, gdzie w 1972 obronił doktorat i w 1983 uzyskał profesurę. Od 1986 wykładał na Uniwersytecie Bagdadzkim. Napisał ponad 30 książek dotyczących interpretacji Koranu. W 1996 roku został aresztowany przez siły Saddama Husajna. W 2003 sprzeciwił się amerykańskiej inwazji na Irak. Do 2004 był sekretarzem Islamskiej Partii Iraku, największej w kraju partii sunnickiej, gałęzi Bractwa Muzułmańskiego. Z tego powodu przez miesiąc pełnił rotacyjną funkcję Przewodniczącego Tymczasowej Rady Zarządzającej Iraku, organu podobnego do premiera. 30 maja 2005 został omyłkowo aresztowany przez siły amerykańskie.